# O. P. Heggie
Oliver Peters Heggie (connu comme O. P. Heggie) est un acteur et metteur en scène australien, né le 17 septembre 1877 à Angaston (Australie-Méridionale), mort le 7 février 1936 à Los Angeles (Californie).

## Biographie
Après des débuts au théâtre en 1899 dans son pays natal, il transite par l'Angleterre et émigre en 1901 aux États-Unis, où il s'installe définitivement.
Ainsi, il joue notamment dans des pièces représentées à Broadway (New York) entre 1907 et 1934 ; mentionnons Le Songe d'une nuit d'été de William Shakespeare (1915, avec Isabel Jeans et Ernest Cossart), L'École de la médisance de Richard Brinsley Sheridan (1925, avec Ian Hunter et Henrietta Crosman) et The Green Bay Tree (en) de Mordaunt Shairp (1933-1934, avec Jill Esmond et Laurence Olivier). Toujours à Broadway, dans la même période, il met en scène trois pièces (dont deux où il joue).
Au cinéma, il contribue à vingt-sept films américains, le premier étant The Actress de Sidney Franklin (1928, avec Norma Shearer et Owen Moore). Par la suite, citons Le Vagabond roi de Ludwig Berger (1930, avec Dennis King et Jeanette MacDonald), East Lynne de Frank Lloyd (1931, avec Ann Harding et Clive Brook) et Le Comte de Monte-Cristo de Rowland V. Lee (1934, avec Robert Donat et Elissa Landi).
Son dernier film est Je n'ai pas tué Lincoln de John Ford (avec Warner Baxter et Gloria Stuart), sorti le 28 février 1936, trois semaines après sa mort à 58 ans, des suites d'une pneumonie.

## Théâtre à Broadway (intégrale)
(comme acteur, sauf mention contraire ou complémentaire)
- 1907 : Nance Oldfield de Charles Reade, production de Charles Frohman
- 1907 : Captain Brassbound's Conversion de George Bernard Shaw, production de Charles Frohman : Osman
- 1912 : The New Sin de B. MacDonald Hastings
- 1915 : Androclès et le Lion (Androcles and the Lion) de George Bernard Shaw : Androclès
- 1915 : La Comédie de celui qui épousa une femme muette (The Man Who Married a Dumb Wife) d'Anatole France
- 1915 : Le Songe d'une nuit d'été (A Midsummer Night's Dream) de William Shakespeare : Peter Quince
- 1915 : Le Dilemme du docteur (The Doctor's Dilemma) de George Bernard Shaw : Sir Ralph Bloomfield Bonington
- 1916 : Justice de John Galsworthy : Robert Cokeson
- 1917 : Magic de G. K. Chesterton
- 1917 : The Little Man de John Galsworthy
- 1917 : Happiness de J. Hartley Manners
- 1918 : Le Marchand de Venise (The Merchant of Venice) de William Shakespeare : Shylock
- 1918 : Out There de J. Hartley Manners
- 1918-1919 : Tiger! Tiger! d'Edward Knoblauch, production de David Belasco : Freddie Staunton
- 1920 : Sophie de Philip Moeller : Louis Leon Felicite de Brancas
- 1920 : Footloose de Zoe Akins : Barrato (+ metteur en scène)
- 1920 : Happy-Go-Lucky de Ian Hay : M. Samuel Stillbottle
- 1922 : The Truth About Blayds d'A. A. Milne : Oliver Blayds
- 1922-1923 : Fashions for Men de Ferenc Molnár, adaptation et mise en scène de Benjamin Glazer : Peter Juhasz
- 1922-1923 : Why Not? de Jesse Lynch Williams (metteur en scène)
- 1923 : The Cup de William J. Hurlbut : le prêtre
- 1924 : We Moderns d'Israel Zangwill : Robert Sundale
- 1924-1925 : Minick de George S. Kaufman et Edna Ferber : le vieux Minick
- 1925 : A Bit of Love de John Galsworthy : Michael Strangway
- 1925 : Trelawny of the « Wells » d'Arthur Wing Pinero : M. Ablett
- 1925 : L'École de la médisance (The School for Scandal) de Richard Brinsley Sheridan : Sir Peter Teazle
- 1926 : Sport of Kings de Ian Hay : Amos Purdie
- 1926 : Sunshine d'Henry C. White : David Whitaker
- 1926-1927 : This Woman Business de Benn W. Levy : Bingham
- 1927 : Trelawny of the « Wells » d'Arthur Wing Pinero (reprise) : M. Ablett
- 1927 : Spellbound de Frank Vosper : M. Underwood (+ metteur en scène)
- 1927 : Out of the Sea de Don Marquis : Timbury
- 1928 : Elle s'abaisse pour vaincre (She Stoops to Conquer) d'Oliver Goldsmith : Diggory
- 1928 : The Beaux Stratagem de George Farguhar et Edgar Lee Masters, mise en scène d'Howard Lindsay : Sir Charles Freeman
- 1932 : They Don't Mean Any Harm d'A. A. Milne : M. Tilling
- 1932 : The Truth About Blayds d'A. A. Milne (reprise) : Oliver Blayds
- 1933-1934 : The Green Bay Tree de Mordaunt Shairp : M. Owen

## Filmographie
- 1928 : L'Actrice (The Actress) de Sidney Franklin : le vice-chancelier Sir William Gower
- 1929 : La Lettre (The Letter) de Jean de Limur : Howard Joyce
- 1929 : La Roue éternelle (The Wheel of Life) de Victor Schertzinger : le colonel John Dangan
- 1929 : The Mysterious Dr. Fu Manchu de Rowland V. Lee : l'inspecteur Nayland Smith
- 1929 : Force de John Cromwell
- 1930 : Le Vagabond roi (The Vagabond King) de Ludwig Berger : Louis XI
- 1930 : The Return of Dr. Fu Manchu de Rowland V. Lee : l'inspecteur Nayland Smith
- 1930 : Une nuit romanesque (One Romantic Night) de Paul L. Stein : le père Benedict
- 1930 : The Bad Man de Clarence G. Badger : Henry Taylor
- 1930 : Le Petit café (Playboy of Paris) de Ludwig Berger
- 1930 : Sunny de William A. Seiter
- 1931 : East Lynne de Frank Lloyd : Lord Mount Severn
- 1931 : Too Young to Marry de Mervyn LeRoy
- 1931 : Madame Julie (The Woman Between) de Victor Schertzinger : John Whitcomb
- 1931 : Devotion de Robert Milton
- 1932 : Chagrin d'amour (Smilin' Through) de Sidney Franklin : Dr Owen
- 1933 : The King's Vacation de John G. Adolfi
- 1933 : Révolte au zoo (Zoo in Budapest) de Rowland V. Lee : Dr Grunbaum

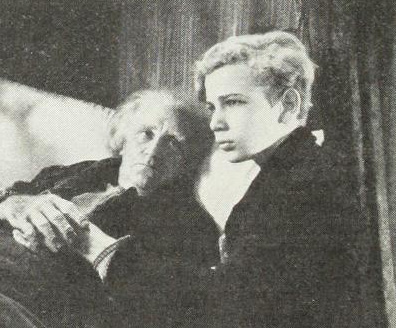
Dans A Dog of Flanders (1935), au côté du jeune Frankie Thomas.

- 1934 : Midnight de Chester Erskine
- 1934 : Le Comte de Monte-Cristo (The Count of Monte Cristo) de Rowland V. Lee : l'abbé Faria
- 1934 : Mon gosse (Peck's Bad Boy) d'Edward F. Cline : Duffy
- 1934 : Miss Carrott (Anne of Green Gables) de George Nichols Jr.
- 1935 : A Dog of Flanders d'Edward Sloman : le grand-père, Jehan Dass
- 1935 : La Fiancée de Frankenstein (Bride of Frankenstein) de James Whale : l'ermite
- 1935 : Chasing Yesterday de George Nichols Jr.
- 1935 : Ginger de Lewis Seiler : Rexford Whittington
- 1936 : Je n'ai pas tué Lincoln (The Prisoner of Shark Island) de John Ford : Dr MacIntyre